# Национальный парк Рапануи
Национальный парк Рапануи (остров Пасхи) (рап. Rapa Nui, исп. Rapa Nui) — национальный парк в Чили, находится на острове Пасхи и прилегающих островках. Своей славой и статусом объекта Всемирного наследия ЮНЕСКО остров обязан многочисленным каменным скульптурам под названием моаи, создание которых приписывают древним рапануйцам, которые населяли остров в период X—XVI вв. Национальный парк занимает площадь примерно 7 тыс. га.
Остров, который Чили начала контролировать в 1888 году, находится в Тихом океане, в юго-восточном углу Полинезийского треугольника, на расстоянии 3700 км от берегов Южной Америки. Статус национального парка и исторического памятника национальный парк получил в 1935 году для защиты и сохранения археологического наследия. В 1995 году национальный парк стал объектом Всемирного наследия ЮНЕСКО по критериям i (шедевр человеческого созидательного гения), iii (уникальный объект исчезнувшей культурной традиции) и v. Парк управляется Национальной лесной корпорацией (Corporación Nacional Forestal, CONAF). Мероприятия по сохранению природного и исторического наследия финансируются чилийским правительством.
Географическая изоляция острова Пасхи обуславливает интересную биогеографическую и экологическую историю острова.

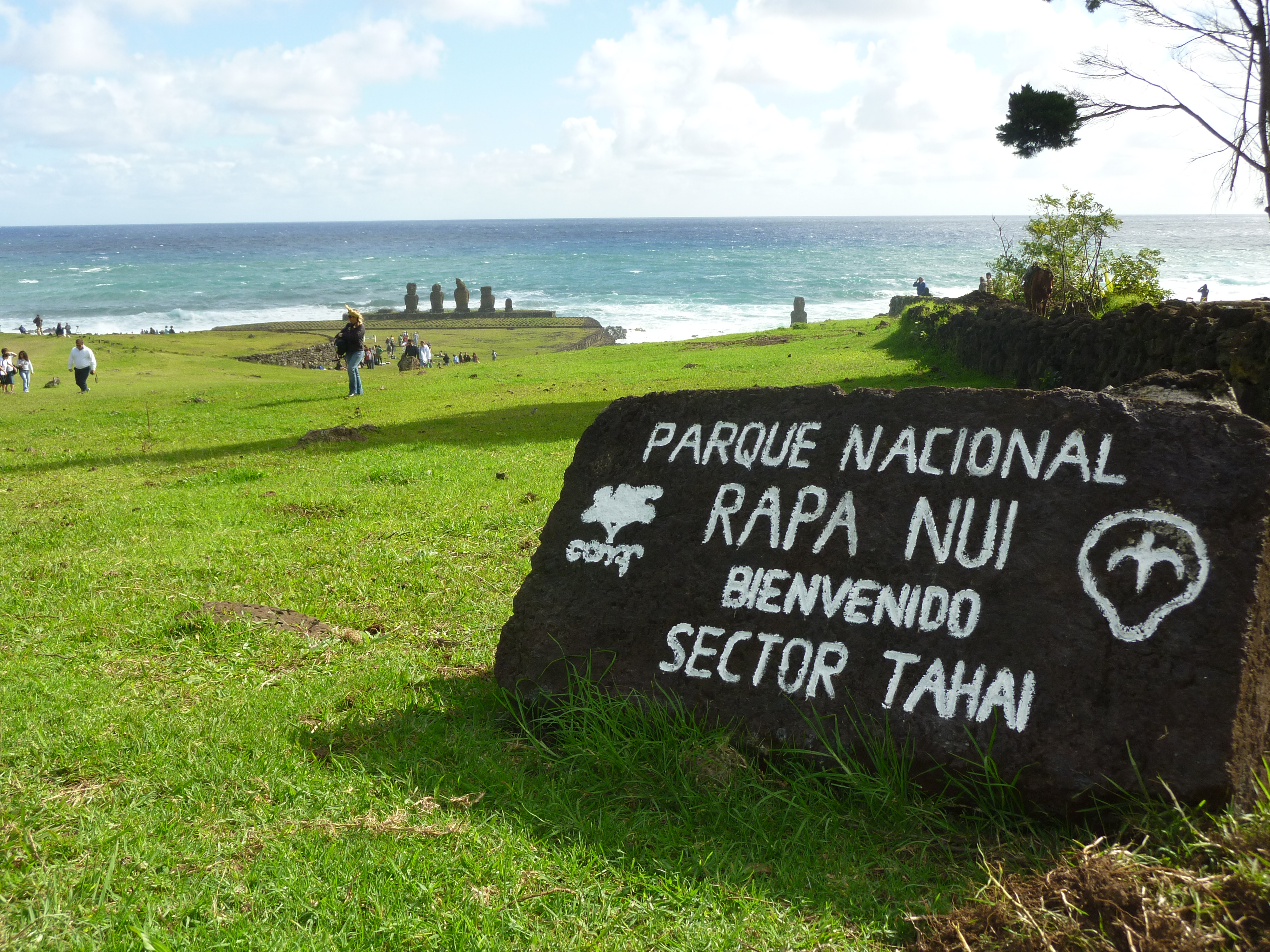
Национальный парк Рапануи
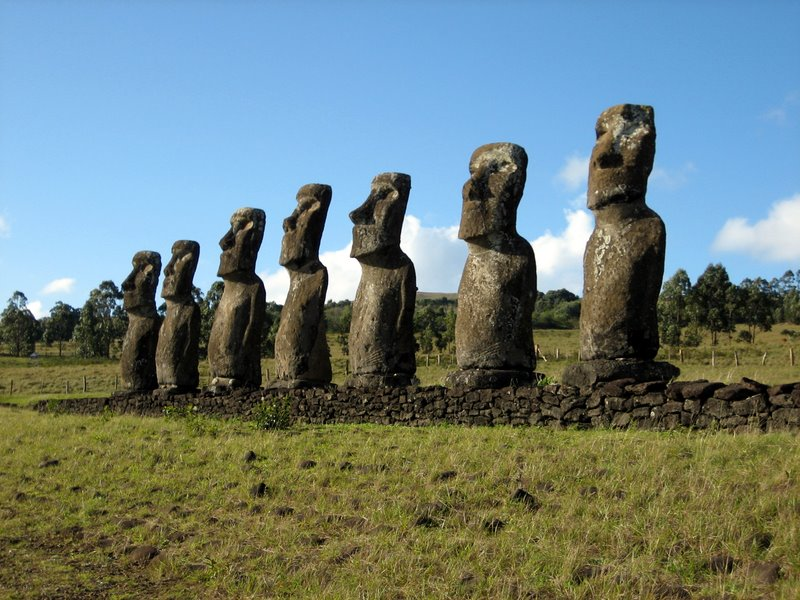
Статуи моаи
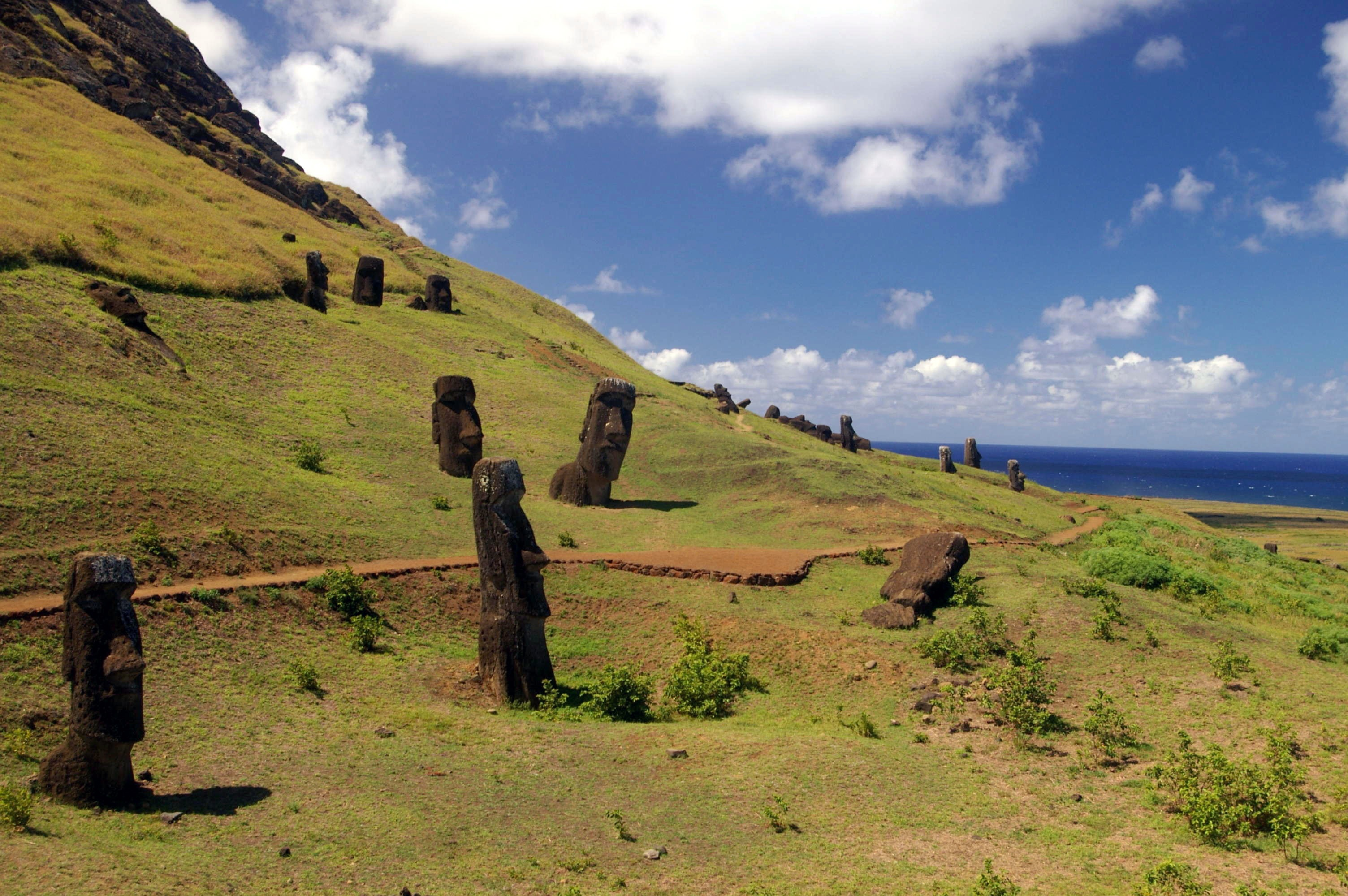
Склон вулкана Рано-Рараку — источника камней для статуй
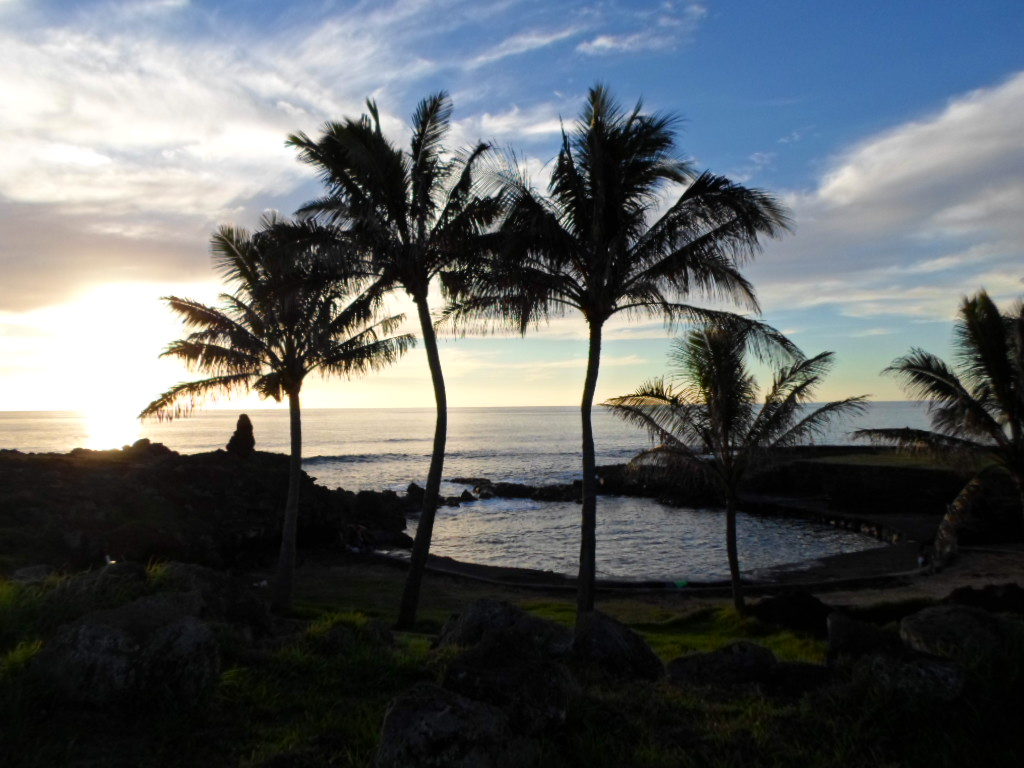
Закат на острове
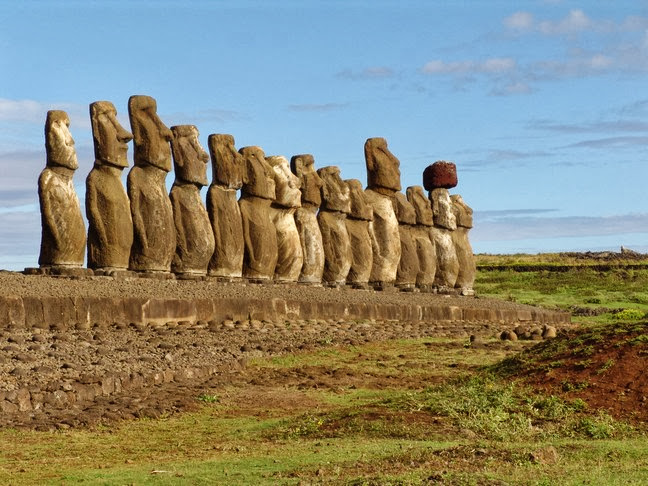
Основная платформа с моаи у вулкана Рано-Рараку
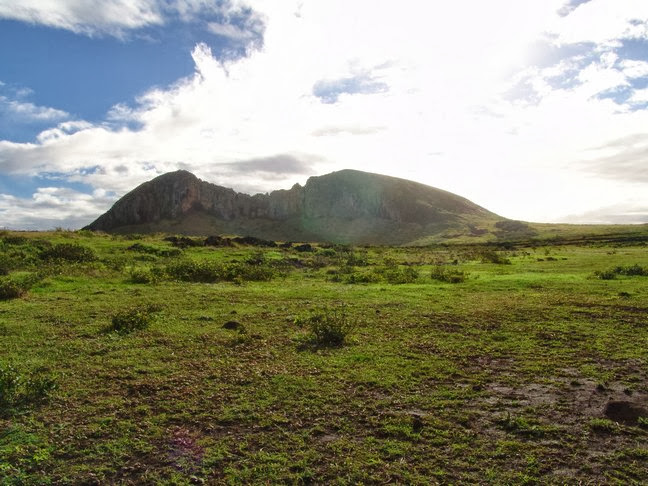
Вулкан Рано-Рараку
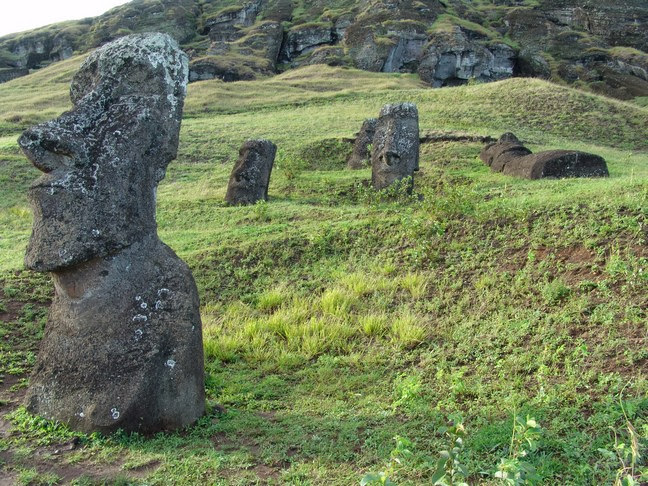
Отдельные моаи на склонах Рано-Рараку
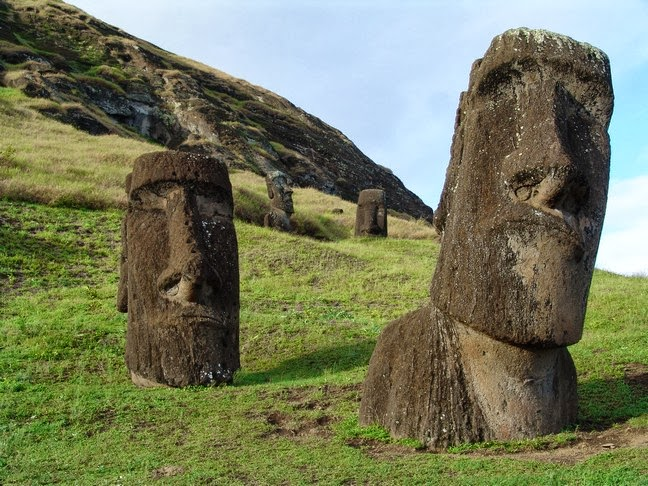
Отдельные моаи на склонах Рано-Рараку
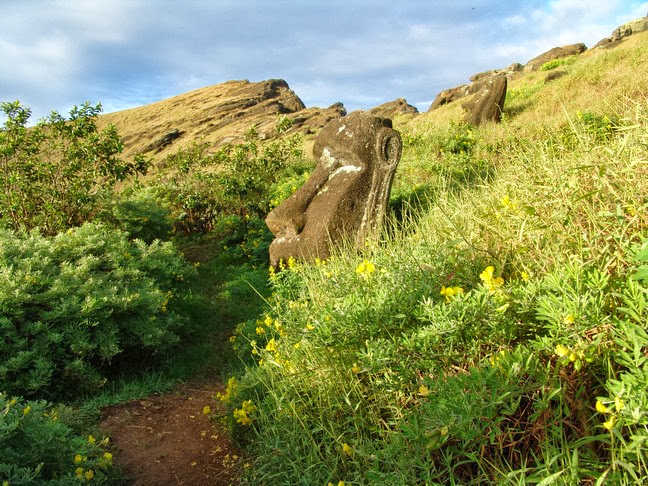
Длинноухие моаи
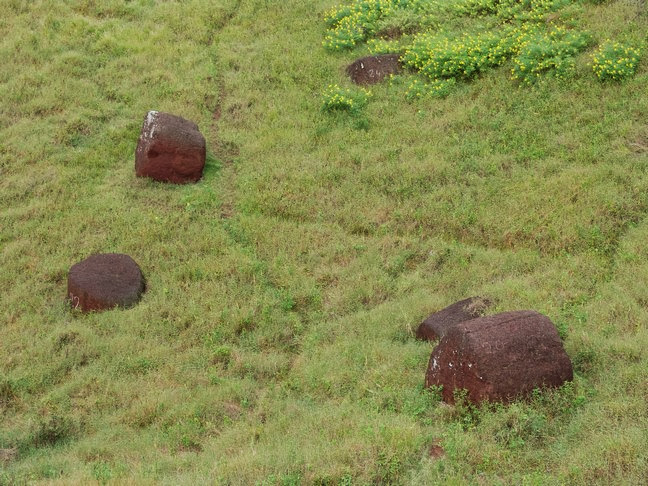
Головные уборы для моаи
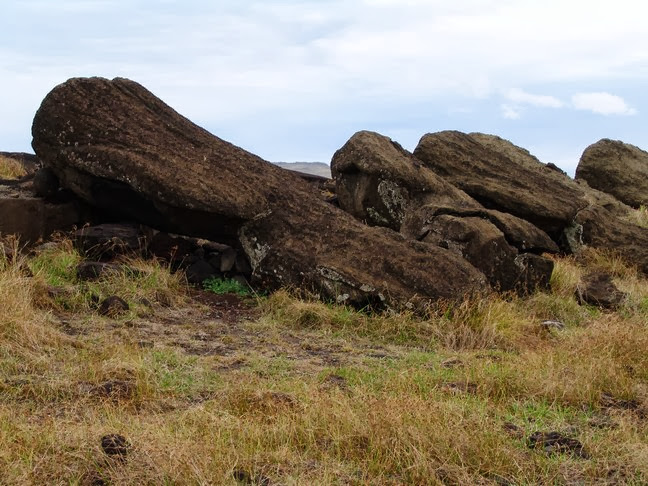
Поверженные моаи
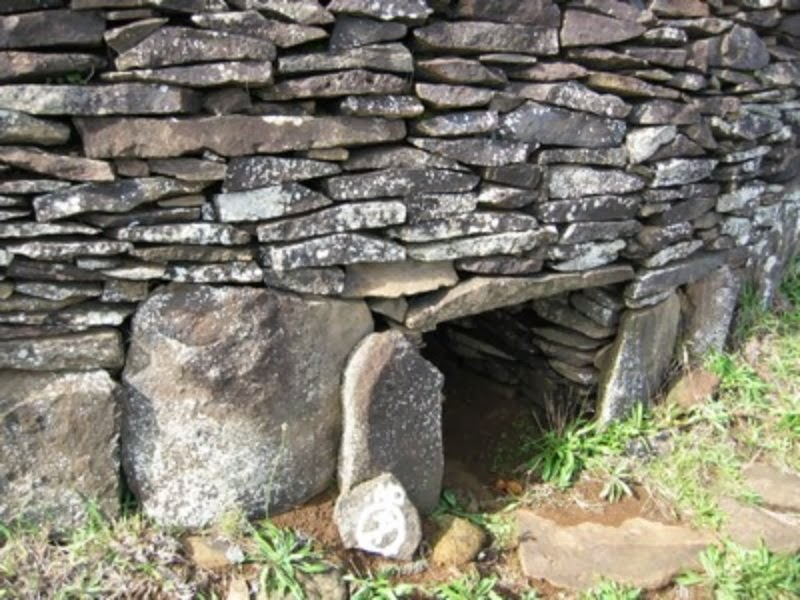
Древние жилища у кратера Рано Као
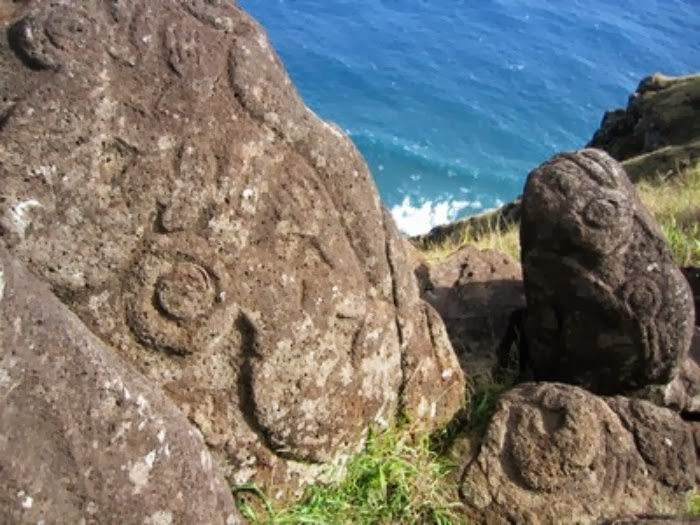
Наскальные росписи у Рано Као
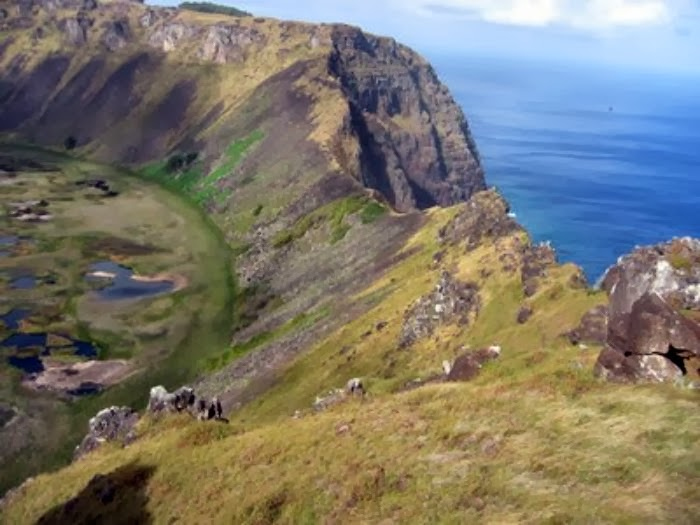
Отвесная стенка кратера Рано Као
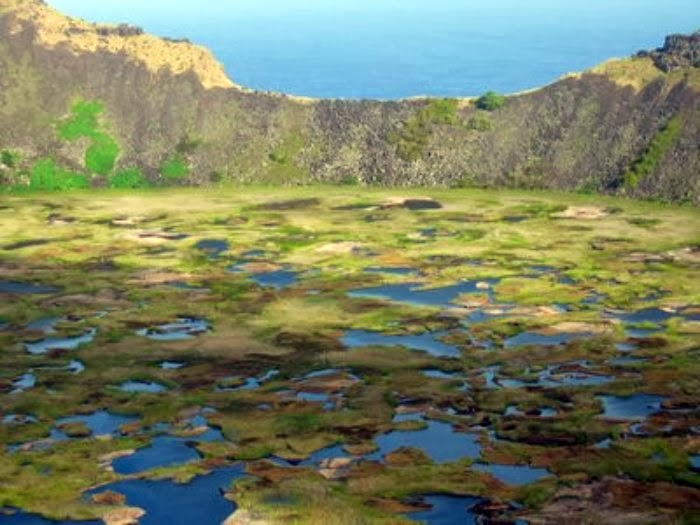
Кратер Рано Као
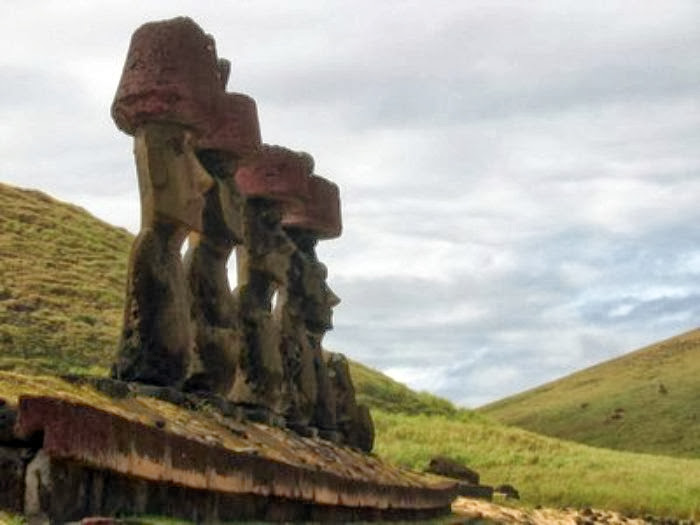
Здесь моаи в головных уборах